# Kokics Péter
Kokics Péter (Budapest, 1977. július 7. –) magyar színész.

## Életpályája
1983–1991 között a Kinizsi Pál Általános Iskola, majd 1991–1995 között az Ady Endre Gimnázium drámatagozatának tanulója volt. 1996–2000 között a Színház- és Filmművészeti Főiskola hallgatója. 2000–2002 között szabadúszó volt. 2002–2004 között a nyíregyházi Móricz Zsigmond Színház tagja, majd 2004–2012 között ismét szabadúszó. 2012-től a Miskolci Nemzeti Színház tagja.

## Filmjei
- Munkaügyek (2014)
- Berosált a rezesbanda (2013)
- Hacktion (2011–2012)
- Kolorádó Kid (2009)
- Poligamy (2009)
- Presszó (2008)
- Tűzvonalban (2007)
- Zuhanórepülés (2007)
- Szezon (2004)
- Állvamaradás (TV film, 2002)
- Meseautó (2000)
- Igor (TV film, 2000)
- Kisváros (1999)
- Ámbár tanár úr (1998)

## Fontosabb színházi szerepei
- VALENTINE – Martin McDonagh: Vaknyugat, Bethlen téri Színház, r.: Kavinszki Attila (2012)
- OSWALD – Shakespeare: Lear király, Gyulai Várszínház, r.: Szász János (2007)
- \\\"P.\\\" – Halász Péter: Egy aknaszedő feljegyzései r.: Halász Péter (2005)
- OIDIPUSZ – Szophoklesz: Oidipusz, Móricz Zsigmond Színház, r.: Tóth Miklós (2003)
- BENVOLIÓ – Shakespeare: Rómeo és Júlia, Jászai Mari Színház, Népház, r.: Koltai M. Gábor (2002)
- PJOTR – Dosztojevszkíj: Ördögök, Móricz Zsigmond Színház, r.: Lendvai Zoltán (2002)
- DEMETRIUS – Shakespeare: Titus Andronicus, Budapesti Kamaraszínház – Shure Stúdió, r.: Soós Péter (2001)
- VÉSZLÉNY – Shakespeare: Macbeth, Budapesti Kamaraszínház – Tivoli r.: Alföldi Róbert (2001)
- OSZIP – Csehov: Platonov, SZ.F.E. r.: Lukáts Andor
- KONFERANSZIÉ - Chicago
- DOKTOR VAS - Én és a kisöcsém
- Mindenütt nő – Kislányok, csajok, nők
- STEVE - A vágy villamosa
- GUILDENSTERN - Hamlet
- Mi és Miskolc
- Új szöveg – Megtisztulás helyett
- KATONA - Kurázsi mama és gyermekei
- BRUCKNER SZIGFRID - A négyszögletű kerek erdő
- TOTÓ ÚR - Az ember, az állat és az erény
- MEDVEGYENKO - Sirály (Kamara)
- MEMNON, SZERECSEN FEJEDELEM - Holdbeli csónakos
- MESÉLŐ - Hová lett a cipellőm?
- Kilépő – Improszínház
- Bácskai Juli Pszichoszínháza
- SUGÁR ÍRNOK – Az eltört korsó